# Kongenitalna paramiotonija
Kongenitalna paramiotonija (latinsko paramyotonia congenita), tudi Eulenburgerjeva bolezen, je redka prirojena živčno-mišična bolezen, ki se deduje avtosomno dominantno. Značilna je otrdelost mišic, ki se pojavi po telesni aktivnosti in v mrzlem okolju. Bolezen je prvi opisal A. von Eulenberg leta 1886.

## Klinična slika
Miotonija označuje zvečan tonus mišic, ki se po skrčenju prepočasi sprostijo oz. relaksirajo; deli telesa so pri bolniku tako delno ali popolnoma ohromeli (spastična pareza ali spastična paraliza). Pri miotonijah, tj. kongenitalni miotoniji in miotonični distrofiji, zvečan tonus popusti z vadbo ali telesno aktivnostjo. Pri kongenitalni paramiotoniji, ki prav tako spada med miotonije, gre za t. i. paradoksno miotonijo, kjer se stanje s telesno aktivnostjo poslabša (npr. pri igranju nogometa), poslabša pa se tudi v mrzlem okolju. Tipične situacije, v katerih se bolezen pokaže, so vožnja s kolesom v mrzlem vremenu, ko oseba ne more izpustiti krmila kolesa zaradi otrdelosti mišic roke, podobno tudi pri kidanju snega, ko ne more izpustiti lopate, ter po lizanju sladoleda ali pitju mrzlih pijač, zaradi česar jezik postane otrdel, posledično pa je govor nerazločen.
Napadu otrdelosti navadno sledi faza ohlapne (flakcidne) ohromelosti oz. oslabelosti mišic, ki lahko traja tudi do več ur, navkljub ogrevanju mišic. Pri nekaterih se ob nizkih temperaturah pojavi ohromelost brez otrdelosti mišic, pri drugih pa je klinična slika obratna. Bolezen se navadno pokaže v prvem desetletju življenja. Najpogosteje so prizadete mišice obraza in zgornjih okončin ter vratne mišice, medtem ko so spodnje okončine redkeje prizadete. Bolezen ne vpliva na življenjsko dobo bolnika in se skozi življenje ne slabša.

## Genetika in patogeneza
Bolezen se deduje avtosomno dominantno, kar pomeni, da je za izražanje bolezni dovolj že ena prizadeta kopija gena (tj. alel). Stopnja izražanja oz. penetranca je visoka, kar pomeni, da se pri večini ljudi, ki so nosilci mutacij genov, bolezen tudi izrazi. Do sedaj so genetiki našli 13 mutacij gena SCN4A na daljši ročici 17. kromosoma (natančneje 17q23–q25), ki so odgovorne za pojav bolezni. Dotični gen nosi zapis za α-podenoto natrijevega (Na+) ionskega kanalčka (SCN4A, tudi Nav1.4), mutacija gena pa spremeni njeno zgradbo. Posledično se verjetno spremeni odzivnost na nizke temperature ter na nekatere celične procese (npr. odzivnost na sekundarne obveščevalce), zaradi česar je kanalček predolgo odprt oz. je inaktivacija kanalčka upočasnjena.

## Diagnoza in zdravljenje
Diagnoza bolezni temelji na anamnezi in razpoznavi simptomov ter kliničnem statusu. Elektromiografijo (EMG) se lahko uporabi za razlikovanje med kongenitalno paramiotonijo in kongenitalno miotonijo. Pri laboratorijskih preiskavah sta lahko nekoliko povišana serumski kalij (K+) in kreatinin kinaza.
Zdravljenje kongenitalne paramiotonije temelji na vedenjskih ukrepih, tj. na izogibanju prevelikemu fizičnemu naporu ter dobri zaščiti s toplimi oblekami v mrzlem okolju. Nekateri bolniki za obvladovanje bolezni ne potrebujejo nobenih zdravil. Meksiliten je sicer učinkovit proti otrdelosti mišic, ne pa tudi proti oslabelosti, proti kateri je v določenih primerih učinkovit acetazolamid. Nekatere študije so pokazale, da naj bi bil pri zdravljenju učinkovit tudi klortiazid.

## Epidemiologija
Kongenitalna paramiotonija je redka bolezen. Epidemiološke študije so relativno maloštevilne; ocenjujejo, da je v splošnem razširjenost oz. prevalenca večja pri evropskih narodih, pri azijskih pa je nižja. Natančnejši podatki so na voljo za Nemčijo: ocenjujejo, da se prevalenca giblje med 1:350.000 (0,0028 ‰) in 1:180.000 (0,0056 ‰). Prevalenca je večja v okolici pokrajine Ravenserg v Severnem Porenju - Vestfaliji, kjer jo ocenjujejo na 1:6.000 (0,017 %).